# Powieść

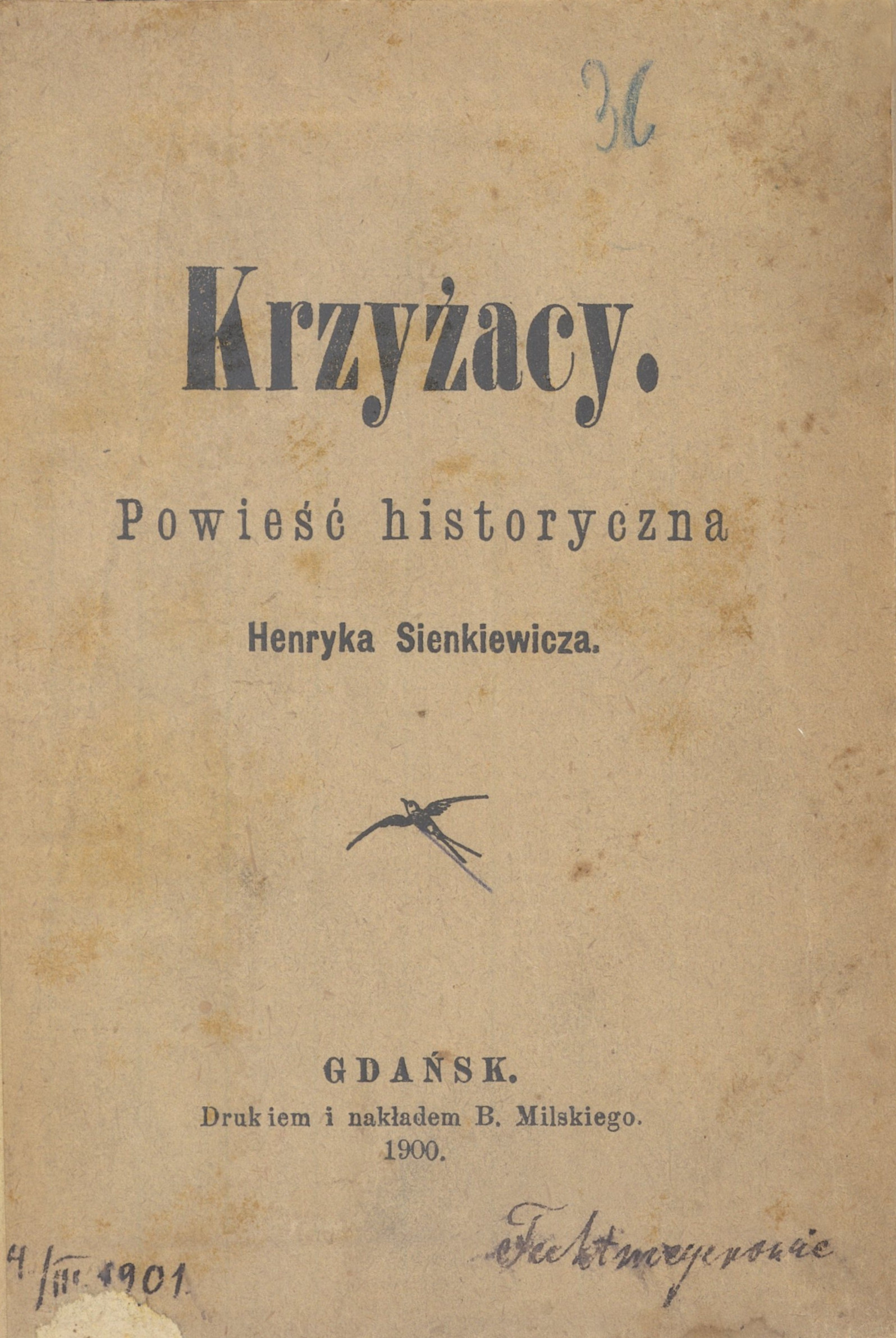
Fragment okładki powieści Krzyżacy

Powieść – gatunek literatury pięknej, utwór narracyjny, opisujący zwykle rozbudowany ciąg zdarzeń.
Podstawowymi elementami powieści są: wielowątkowa fabuła, obejmująca historie licznych bohaterów i środowisk społecznych, a także świat przedstawiony zgodny z wiedzą autora. Powieść jest najczęściej pisana prozą, a styl narracji jest zależny od autora tekstu. Często spotykanymi formami wypowiedzi w powieściach są m.in. dialogi i mowa zależna, a najpowszechniejszymi sposobami narracji są trzecioosobowa lub pierwszoosobowa. Ważną cechą powieści jest swobodna oraz elastyczna kompozycja, która nie narzuca formy podstawowej.
Powieść może być podzielona na odpowiednie fragmenty, często stosowane są do tego celu rozdziały. W niektórych wypadkach powieść wyróżnia prolog i epilog. Stosowane są również tomy, części, czy też księgi.
Współcześni autorzy powieści często odchodzą od form znanych w przeszłości, eksperymentując z podstawowymi elementami definiującymi powieść, takimi jak idea fabuły. Narracja takich powieści podlega wielu rozbudowanym zabiegom stylistycznym.

## Historia
Pierwsze powieści powstały już w czasach antycznych. W Grecji autorem powieści był m.in. Ksenofont z Efezu (Opowieści efeskie). Był to typ powieści awanturniczej i melodramatycznej. W Rzymie autorami powieści byli Petroniusz (Satyricon) i Apulejusz (Metamorfozy albo Złoty osioł). Dzieła ich operowały zróżnicowaną narracją, od opisu realistycznego po groteskę, przynosiły też bogate studium psychologiczne bohaterów.
Ogniwem w rozwoju gatunku był średniowieczny epos rycerski. Najważniejszymi poprzednikami powieści w średniowieczu były zapewne sagi islandzkie. W epoce renesansu ważną powieść, ujętą groteskowo, napisał François Rabelais (Gargantua i Pantagruel). W okresie baroku wybitną powieść napisał Miguel de Cervantes (Don Kichot). Okresem rozwoju gatunku było oświecenie, a potem XIX wiek. Wykrystalizowanie się powieści jako odrębnego gatunku miało miejsce w Anglii. Pionierami byli Daniel Defoe, Jonathan Swift, Henry Fielding i Samuel Richardson. Wczesnym eksperymentatorem był Laurence Sterne. Pierwszą powieścią polską są Mikołaja Doświadczyńskiego przypadki z 1775 r. autorstwa Ignacego Krasickiego.

## Typologia powieści
Franz Karl Stanzel zaproponował trzy podstawowe typy powieści, ze względu na rodzaj narracji, który to podział przyjął się dość powszechnie w teorii literatury:
- powieść auktorialna – w której narrator komentuje wydarzenia, ale między nim a światem przedstawionym istnieje dystans; narrator nie jest bohaterem, nie występuje w świecie przedstawionym – w grupie tej mieści się powieść klasyczna
- powieść pierwszoosobowa – w której narrator występuje w świecie przedstawionym w tym samym miejscu i czasie, co bohaterowie oraz opowiada, co przeżył lub czego dowiedział się od innych; narrator jednak wie więcej niż pozostali bohaterowie – jest to najczęstsza forma powieści autobiograficznej
- powieść personalna – w której trudno wyczuć obecność narratora, gdyż czytelnik patrzy na akcję oczami bohatera; brak w niej komentarzy do działań bohaterów, występuje tylko opis ich zachowań i myśli.

Ze względu na formę występują następujące rodzaje powieści:
- powieść epistolarna – pisaną w formie zbioru listów
- powieść dialogowa – pisana w formie czystego dialogu – bez fragmentów opisowych i czysto-narracyjnych
- powieść rzeka – stanowiąca zbiór minipowieści, pisanych w porządku chronologicznym tworzących jedną całość
- powieść szkatułkowa – pisana w formie zbioru pozornie z sobą niezwiązanych opowiadań – np. opowiadających tę samą historię z punktu widzenia różnych narratorów, lub zbudowanej w formie "opowiadania w opowiadaniu".
- strumień świadomości – powieść nieopisująca wydarzeń zewnętrznych lecz stanowiąca "zapis myśli"

Szczególnymi gatunkami powieści są:
- powieść tendencyjna – pisana od początku w celu udowodnienia pewnej, narzuconej z góry tezy
- powieść traktat – w której opisywane wydarzenia są wyłącznie pretekstem do przekazania treści światopoglądowo-filozoficznych
- powieść edukacyjna – w której opisywane wydarzenia służą głównie do przekazania w przyjemnej formie określonego zasobu wiedzy
- powieść parabola – w której opisywane wydarzenia są symboliczną formą przedstawienia pewnej tezy, niezwiązanej bezpośrednio z samymi wydarzeniami
- powieść biograficzna – biografia pisana w formie powieści
- powieść z kluczem – w której podobieństwo bohaterów do osób istniejących, a niekiedy także poszczególnych zdarzeń do wydarzeń zachodzących w rzeczywistości jest zamierzone (np. powieść Leopolda Tyrmanda Życie towarzyskie i uczuciowe).

Ze względu na zakres tematyczny, rozróżnia się następujące gatunki powieści:
- powieść społeczno-obyczajowa
- powieść psychologiczna
- powieść łotrzykowska
- powieść podróżniczo-przygodowa
- powieść marynistyczna
- powieść sentymentalna
- powieść gotycka
- powieść fantastyczna
- powieść fantastyczno-naukowa
- powieść historyczna
- powieść kryminalna
- powieść sensacyjna
- powieść produkcyjna
- powieść drogi
- powieść naukowa